# Finanzanlagenfachmann
Finanzanlagenfachmann/-frau (offiziell Geprüfte/-r Finanzanlagenfachmann/-frau IHK) ist ein Ausbildungsstandard in der deutschen Finanzdienstleistungsbranche.

## Berufsbild
Die Qualifikation zum Finanzanlagenfachmann ist eine der Voraussetzungen zur Ausübung des Berufs Finanzanlagenvermittler nach § 34f GewO sowie des Berufs Honorar-Finanzanlagenberater nach § 34h GewO.

## Rechtliches
Mit Umsetzung der Richtlinie 2004/39/EG über Märkte für Finanzinstrumente (MiFID I) und Richtlinie 2014/65/EU über Märkte für Finanzinstrumente (MiFID II) in deutsches Recht wird vorgeschrieben, dass Finanzanlagenvermittler nach § 34f Abs. 2 Nr. 4 GewO eine geeignete Sachkundeprüfung zur Ausübung derartiger Dienstleistungen nachzuweisen haben.

## Prüfung
Die Prüfung zum Finanzanlagenfachmann wird von den örtlichen Industrie- und Handelskammern (IHK) durchgeführt. Die Prüfung besteht aus einem schriftlichen- und einem praktischen Prüfungsteil.